# Клаус Барбі
Клаус Барбі або Ніколаус Барб'є (нім. Nikolaus Barbie), він же Клаус Альтман (25 жовтня 1913 — 25 вересня ⁣1991) — гауптштурмфюрер СС, німецький нацистський військовий злочинець часів Другої світової війни, відомий як колишній начальник відділення гестапо німецької окупаційної влади у французькому місті Ліон, прізвисько — «Ліонський м'ясник».
Член СС з вересня 1935 (членський № 272.284), член НСДАП з травня 1937 року (членський № 4.583.085).

## Біографія
Після початку Другої світової війни в 1940 році опинився в окупованих Третім Рейхом Нідерландах, де займався переважно депортацією голландських євреїв до концентраційних таборів. З травня 1940 по березень 1942 очолював управління СС по депортації євреїв Амстердаму. Був командувачем поліції безпеки та СД окупаційної влади Амстердама, в листопаді 1940 був підвищений до оберштурмфюрера.
Після інтервенції Третього Рейху у Францію очолив Відділення IV гестапо при коменданті Поліції безпеки та СД міста Ліон. За визнанням свідків, першими його словами при призначенні на цю посаду були: «Я прийшов, щоб вбивати». Барбі власноруч займався тортурами арештованих, стратами членів французького Руху опору, депортацією євреїв та учасників Руху опору у Франції 1942 – 1945 років. Він катував католицьких священників електрошоком, підвішував їх ногами догори, бив та піддавав тортурам малолітніх дітей, морив їх голодом. Жінок він роздягав, бив до втрати свідомості, ґвалтував їх сам, а також спеціально навченими службовими собаками. Клаус Барбі, окрім цього, відомий своєю участю в масовій страті населення Сен-Жені-Лаваль, депортації до таборів смерті єврейських дітей-сиріт тощо.
В листопаді 1944 його було підвищено до гауптштурмфюрера та переведено до Дортмунда.
Після війни він «пацючою стежкою» втік до Болівії, де змінив ім'я на «Клаус Альтман». Був радником сил безпеки болівійського диктатора Гуго Бансера у ранзі підполковника в боротьбі проти партизан, яких очолював кубинський революціонер Че Гевара. В 1966—1967 роках його як таємного інформатора використовувала німецька розвідка БНД. В персональній характеристиці БНД відзначались його «істинно німецький образ думок» та «рішучий антикомунізм».
В 1980 Барбі допоміг прийти до влади болівійському диктатору-путчисту Луїсу Техада.
Заочно був тричі засуджений у Франції до смертної кари в 1947, 1952 і 1954 роках.
Після приходу до влади в Болівії у 1983 році демократичного уряду Ернана Суасо, був заарештований і виданий Франції, де постав перед судом за звинуваченням у злочинах проти людства. Судовий процес розпочався 11 травня 1987 року і привернув увагу всього світу. Його захист на процесі фінансував заперечник Голокосту, швейцарський банкір Франсуа Жено, а вів процес скандально відомий адвокат Жак Вержес. На процесі постало питання про колабораціонізм, співучасть та співвідповідальність французьких керівних кіл у нацистських злочинах Голокосту. Це викликало нову хвилю антисемітизму у Франції.
4 липня 1987 Барбі було засуджено до довічного ув'язнення. Зачитування вироку зайняло у суді 185 годин.
Помер 1991 року від раку у в'язниці міста Ліон.

## Звання[2]
- Обершарфюрер СС (20 квітня 1939)
- Унтерштурмфюрер СС (20 квітня 1940)
- Оберштурмфюрер СС (листопад 1940)
- Гауптштурмфюрер СС (9 листопада 1944)

## Нагороди
- Залізний хрест 2 класу
- Хрест Воєнних заслуг[2]
  - 2 класу з мечами (20 квітня 1941) — за заслуги під час служби в окупованих Нідерландах; нагороджений у штаб-квартирі фюрера в Берліні.
  - 1 класу з мечами (1943) — за боротьбу з французьким рухом Опору і захоплення керівника опору Жана Мулена; нагороджений особисто Адольфом Гітлером.